# هكساميثونيوم
هكساميثونيوم (Hexamethonium) هو حاصر عقدي ganglionic blocker ضاد للمستقبلات النيكوتينية (nACh (NN (مستقبل أسيتيل كولين نيكوتيني)، ويصنف ضمن مركبات الأمونيوم الرابعية.

## التأثير
يكون تأثير الهكساميثونيوم في العقد المستقلية autonomic ganglia حيث يرتبط غالباً في أو على مستقبل NN، وليس على موقع ارتباط أسيتيل كولين نفسه. بالمقابل فإنه ليس للهكساميثونيوم تأثير على مستقبلات أسيتيل كولين الموسكارينية، ولكن فقط على مستقبلات أسيتيل كولين النيكوتينية الموجودة في العقد الودية ونظيرة الودية.